# Réserve indienne de Spokane
Pour les articles homonymes, voir Spokane.
La réserve indienne de Spokane (anglais : Spokane Indian Reservation) est une réserve indienne dans la partie est de l'État américain de Washington, habitée et gérée par les Spokanes. Elle jouxte la réserve indienne de Colville, n'étant séparée de celle-ci que par le fleuve Columbia.
Sa population s'élève à 2 064 habitants selon l'American Community Survey.